# Alessandro di Giuseppe
Alessandro di Giuseppe, né le 21 juillet 1977 à Seclin en France, est un comédien et militant de la décroissance français. 

## Biographie
Les activités militantes et artistiques d'Alessandro di Giuseppe ne font qu’une. Il incarne ainsi le Pap 40, président-directeur général et Saint-Père de l'Église de la Très Sainte Consommation et se définit comme « artiviste », la contraction entre artiste et activiste.  Il a entamé son engagement militant avec les Déboulonneurs en 2007. 
Alessandro di Giuseppe s'est présenté sous les couleurs de sa religion parodique aux élections législatives de 2012, aux élections municipales de 2014 à Lille, obtenant respectivement 1,29 % puis 3,55 % des suffrages. En 2017, il tente de se présenter à l'élection présidentielle. Malgré les 500 parrainages de « mères » qu'il doit avoir reçu, il n'obtient aucun parrainage officiel. Il continue tout de même sa campagne électorale, s'autoproclamant « Pap'49.3 », référence à l'article 49.3 utilisé par l'ancien Premier ministre Manuel Valls.
Artiste de rue, il a également co-écrit et joué dans deux spectacles dont le premier a été décliné sous forme de film. Alessandro di Giuseppe est également apparu dans les films de Groland.
En 2019, di Giuseppe se fait condamner à une amende de 900 € pour avoir dégradé des affiches publicitaires lors de la journée mondiale contre la publicité de l'an passé. Il avait été relaxé pour une affaire similaire en 2015.

## Œuvres

### Spectacles
- 2012 : Amen ton pèze !
- 2017 : Croissance reviens !
  - Artistes : Alessandro di Giuseppe, Aurélien Ambach Albertini
  - Auteur : Alessandro di Giuseppe, Aurélien Ambach Albertini
  - Metteur en scène : Aurélien Ambach Albertini
  - Durée : 75 min

### Films
- 1984 : Cinématon
- 2012 : Amen ton pèze !
- 2014 : L'Annexion de l'Occitanie par Groland
- 2014 : La Parade du président Salengro à Toulouse pour célébrer l'annexion de l'Occitanie par Groland
- 2023 : En Marche vers l'Effondrement !